# Adelia borealis
Adelia borealis (лат.) — вид певчих цикад рода Adelia из семейства Cicadidae (Auchenorrhyncha).

## Распространение
Западная Австралия.

## Описание
Среднего размера певчие цикады. Ширина головы (с глазами) примерно равна ширине мезонотума. Пронотум дорзально параллельносторонний. Вид Adelia borealis был впервые описан в 1904 году под первоначальным названием Adelia borealis в составе рода Abricta. Род Adelia был впервые выделен в 2013 году австралийским энтомологом М. С. Моулдсом (M. S. Moulds; Entomology Dept, Australian Museum, 6 College Street, Сидней, Австралия).